# Bosc-Bénard-Crescy
Bosc-Bénard-Crescy foi uma antiga comuna francesa na região administrativa da Normandia, no departamento de Eure. Estendia-se por uma área de 4,39 km². Em 2010 a comuna tinha 1 508 habitantes (densidade: 343,5 hab./km²).
Em 1 de janeiro de 2016, passou a formar parte da nova comuna de Flancourt-Crescy-en-Roumois.